# Waskasoo Creek
Waskasoo Creek är ett vattendrag i Kanada.   Det ligger i provinsen Alberta, i den centrala delen av landet, 2 900 km väster om huvudstaden Ottawa.
Runt Waskasoo Creek är det i huvudsak tätbebyggt. Runt Waskasoo Creek är det ganska glesbefolkat, med 42 invånare per kvadratkilometer.